# Dymitr (Kiriaku)
Dymitr (gr. Μητροπολίτης Δημήτριος, imię świeckie Wiktor Kiriaku) (ur. 1974 w Toronto) – biskup Cerkwi Prawdziwych Prawosławnych Chrześcijan Hellady, od 2014 metropolita Ameryki.

## Życiorys
Pochodzi z rodziny greckich imigrantów. W 1994 stał się mnichem. W 1992 otrzymał święcenia diakonatu, a w 2005 prezbiteratu. Rok później otrzymał chirotonię biskupią. 6 lutego 2014 został wybrany na metropolitę Ameryki.